# Haarlem raccordement VAM
Haarlem raccordement VAM (afkorting Hlmvam) is een raccordement ten oosten van station Haarlem. Het bevindt zich aan de spoorlijn Amsterdam - Haarlem bij km 15,4 en bediende de afvaloverslag van de Afvalverwerking Zuid-Kennemerland (voorheen de VAM) die daar is gevestigd. Tot de zomer van 2015 reed enkele malen per week een trein met afval naar de afvalverbrandingsinstallatie in het Westelijk Havengebied van Amsterdam.

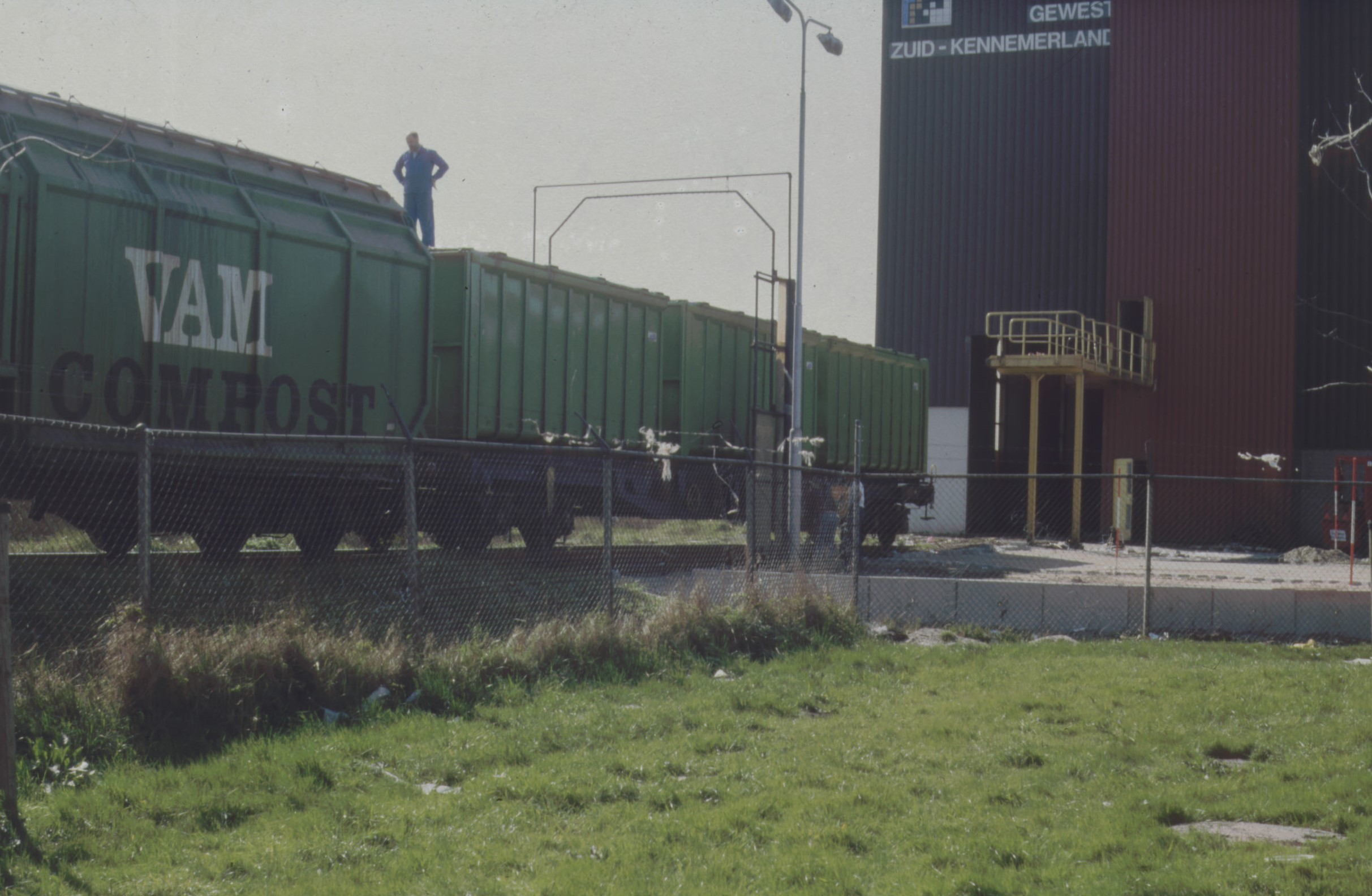
Het VAM-station aan de Jan van Krimpenweg in Haarlem in 1991